# Johann Paul Reinhard

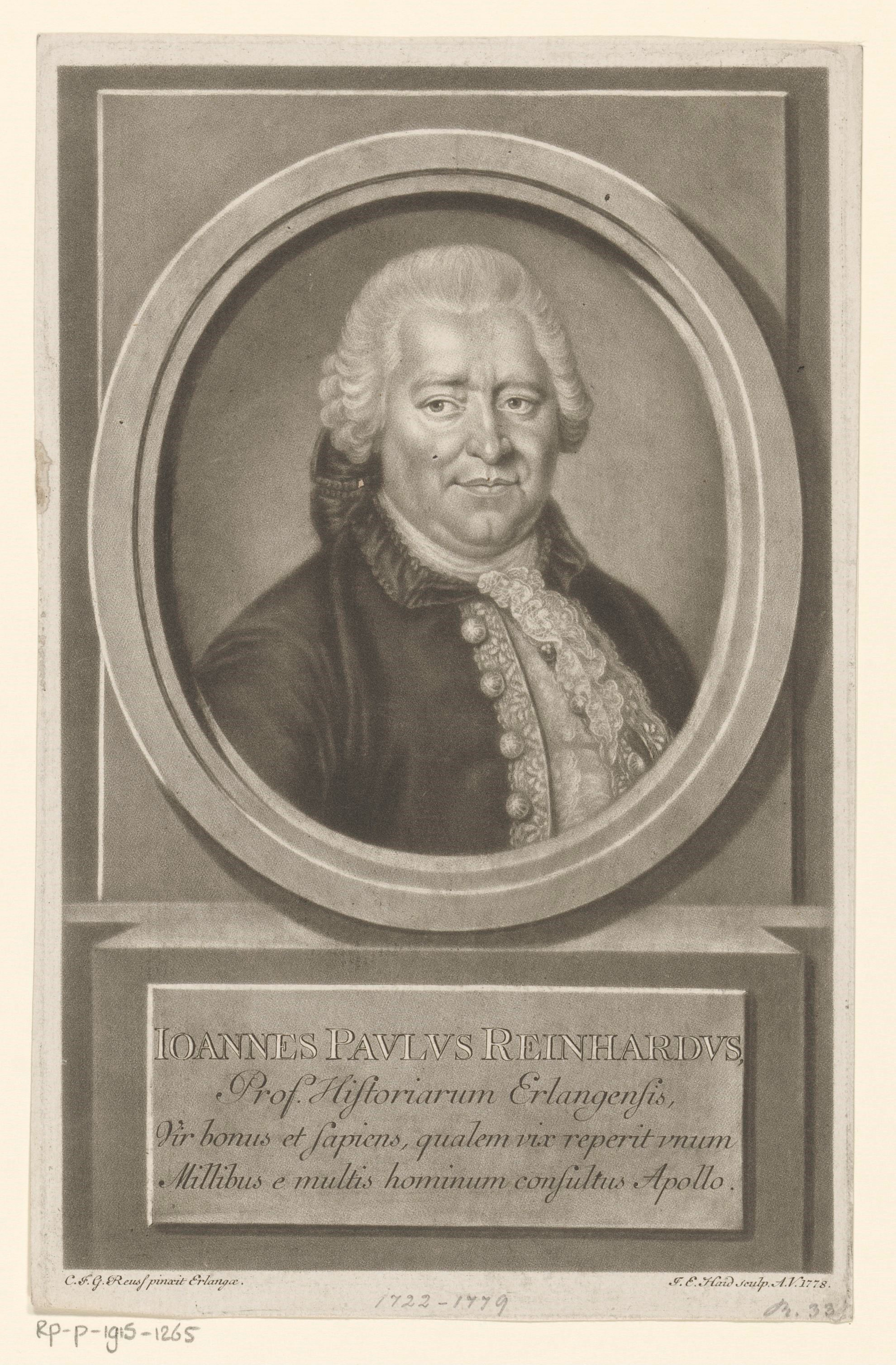
Porträt von Johann Paul Reinhard von Johann Elias Haid, 1778.

Johann Paul Reinhard (* 17. Dezember 1722 in Hildburghausen; † 16. Mai 1779 in Erlangen) war ein deutscher Hochschullehrer und Historiker.

## Leben
Johann Paul Reinhard war der Sohn von Lorenz Reinhard (1700–1752), Lehrer und Konrektor am Gymnasium Hildburghausen, späterer Prediger in Weimar, und dessen Ehefrau Maria Rosina, geb. Reich.
Er besuchte das Gymnasium Weimar, nachdem sein Vater aufgrund der Schließung des Gymnasiums in Hildburghausen als Gymnasiallehrer 1727 an das dortige Gymnasium versetzt worden war. Nach Beendigung der Schule begann er im Juli 1739 ein Theologie-Studium an der Universität Jena; dort hörte er Vorlesungen bei Johann Peter Reusch, Joachim Georg Darjes, Johann Gottfried Tympe, Karl Gotthelf Müller, Reckenberg, Johann Georg Walch, Caspar Jacob Huth (1711–1760) und Joachim Ehrenfried Pfeiffer. Allerdings überwog sein Interesse für Geschichte und er hörte vornehmlich die Vorlesungen von Christian Gottlieb Buder. Auch die philosophischen Disziplinen weckten sein Interesse; er trat in die Literarische Gesellschaft ein und war einige Zeit deren Sekretär.
1743 begleitete er seinen theologischen Lehrer Caspar Jacob Huth, der an die neugegründete Universität Erlangen gerufen worden war, zunächst nur, um an den Eröffnungsfeierlichkeiten teilzunehmen. Am zweiten Tag der Feierlichkeiten erwarb er die Magisterwürde, gab seinen theologischen Beruf auf und begann sogleich geschichtliche und philologische Vorlesungen zu halten; 1745 wurde er zum außerordentlichen und 1752 zum ordentlichen Professor der Philosophie befördert. In seinem Anstellungsvertrag vom 16. August 1745 wurde vermerkt, er solle die Studenten in Philosophie und Philologie, und, wie der erste Kanzler Daniel de Superville hinzufügte, hauptsächlich in historicis unterrichten.
1755 wurde ihm das Amt des Bibliothekars der Universitätsbibliothek übertragen und blieb bis 1764 in diesem Amt.
Nach dem Tod von Johann Martin Chladni wurde er 1759 zum Professor der Beredsamkeit und Poesie ernannt und als 1767 die ordentliche Professur der Geschichte frei wurde, erhielt er diesen Lehrstuhl auch formell übertragen. Hierbei wurde er auch von der Vertretung der übrigen Fächer, die er bisher innehatte, entbunden.
Bemerkenswert waren seine sprachlichen Fähigkeiten; er beherrschte Griechisch, Latein, Französisch, Italienisch, Holländisch und Spanisch.

### Schriftstellerisches Wirken
Er veröffentlichte fast ausschließlich Werke zur Geschichte und deren Hilfswissenschaften, wie der Heraldik und Münzkunde; hierbei war auch das Gebiet der Kirchengeschichte betroffen. Viele kleine Abhandlungen hat er in den Erlangischen gelehrten Anzeigen publiziert.

## Ehrungen
- 1768 erhielt er den Charakter eines Hofrats

## Mitgliedschaften
- 1748: Deutsche Gesellschaft zu Göttingen
- 1754: Deutsche Gesellschaft in Jena
- 1755: Gesellschaft der Freien Künste in Leipzig
- 1759: Deutsche Gesellschaft in Erlangen
- 1759: Kaiserlich Franciscische Akademie[1] in Augsburg
- 1763: Akademie der Wissenschaften in München
- 1767: Lateinische Gesellschaft in Karlsruhe

## Schriften (Auswahl)
- Einleitung zu den Weltlichen Geschichten der vornehmsten Staaten zum Gebrauch seiner Zuhörer herausgegeben, Johann Leopold Montag, Erlangen 1746.
- Beyträge zu der Historie Frankenlandes und der angränzenden Gegenden, gesammelt und herausgegeben von Johann Paul Reinhard. Im Verlag Johann Andreas Lübecks, Bayreuth.
  - Erster Teil. 1760.
  - Zweiter Teil. 1761.
  - Dritter Teil. 1762.